# Campeonato Alagoano de Futebol de 2024
O Campeonato Alagoano de Futebol de 2024 foi a 94ª edição do campeonato profissional de clubes de futebol do estado de Alagoas. Os dois primeiros colocados disputarão a Copa do Brasil de Futebol de 2025, enquanto o terceiro colocado disputará uma vaga com o campeão da Copa Alagoas de 2024.

## Regulamento
A competição com 8 (oito) participantes terá início em 9 de janeiro e término previsto para 6 de abril. O Campeonato Alagoano 2023 será disputado em duas fases distintas: Primeira Fase e Fase Final, que será dividida entre semifinal e final. Na Primeira Fase, as oito equipes jogarão em turno único. Os quatro primeiro se classificam e o último é rebaixado. Na semifinal, terá um cruzamento olímpico, com o primeiro e segundo colocados disputando o jogo de volta em casa. Se houver empate na soma dos dois jogos do mata-mata, a decisão da vaga será nos pênaltis. A final será disputada em dois jogos, com a segunda a partida tendo como mandante a equipe que tiver a melhor pontuação em todas as etapas do Alagoano. Não há vantagem em caso de empate na soma dos dois resultados. Caso a fase final termine em igualdade, o campeão será conhecido através da cobrança de pênaltis.

## Equipes participantes

### Promovidos e rebaixados
| Pos. | Rebaixados da Primeira Divisão de 2023 |
| ---- | -------------------------------------- |
| 8º   | Desportivo Aliança                     |

| Pos. | Promovido da Segunda Divisão de 2023 |
| ---- | ------------------------------------ |
| 1º   | Penedense                            |

## Primeira Fase
| Pos | Equipe                | Pts | J | V | E | D | GP | GC | SG | Classificação ou descenso           |     | CRB | ASA | CSE | MUR | CSA | PEN | COR | CRU |
| --- | --------------------- | --- | - | - | - | - | -- | -- | -- | ----------------------------------- | --- | --- | --- | --- | --- | --- | --- | --- | --- |
| 1   | CRB                   | 16  | 7 | 5 | 1 | 1 | 8  | 4  | +4 | Próxima fase                        |     | —   | 0–2 | 1–1 | 1–0 |     |     |     | 1–0 |
| 2   | ASA                   | 14  | 7 | 4 | 2 | 1 | 11 | 7  | +4 | Próxima fase                        |     |     | —   |     | 2–2 | 2–0 |     | 1–1 | 2–1 |
| 3   | CSE                   | 12  | 7 | 3 | 3 | 1 | 11 | 8  | +3 | Próxima fase                        |     |     | 2–0 | —   |     | 3–2 |     | 1–1 |     |
| 4   | Murici                | 10  | 7 | 2 | 4 | 1 | 7  | 5  | +2 | Próxima fase                        |     |     |     | 2–1 | —   | 0–0 | 0–0 |     | 2–0 |
| 5   | CSA                   | 8   | 7 | 2 | 2 | 3 | 7  | 9  | −2 |                                     |     | 1–3 |     |     |     | —   | 1–1 | 1–0 |     |
| 6   | Penedense             | 7   | 7 | 1 | 4 | 2 | 4  | 5  | −1 |                                     | 0–1 | 1–2 | 1–1 |     |     | —   |     |     |     |
| 7   | Coruripe              | 7   | 7 | 1 | 4 | 2 | 4  | 5  | −1 |                                     | 0–1 |     |     | 1–1 |     | 0–0 | —   | 1–0 |     |
| 8   | Cruzeiro de Arapiraca | 0   | 7 | 0 | 0 | 7 | 2  | 11 | −9 | Rebaixado à Segunda Divisão de 2025 |     |     |     | 1–2 |     | 0–2 | 0–1 |     | —   |

1. 1 2  Número de Cartões Amarelos: Penedense: 17, Coruripe: 28.

### Desempenho por rodada
Clubes que lideraram o grupo ao final de cada rodada:
| 1   | 2   | 3   | 4   | 5   | 6   | 7   |
| ASA | CSA | CRB | CRB | CRB | CRB | CRB |

Clubes que ficaram na última posição do grupo ao final de cada rodada:
| Rodadas | Rodadas | Rodadas | Rodadas | Rodadas | Rodadas | Rodadas | Rodadas | Rodadas |
| ------- | ------- | ------- | ------- | ------- | ------- | ------- | ------- | ------- |
| 1       | 2       | 3       | 4       | 5       | 6       | 7       |         |         |
| PEN     | CRU     | CRU     | CRU     | CRU     | CRU     | CRU     | CRU     |         |

## Fase final
Em itálico as equipes que possuem o mando de campo no primeiro jogo; em negrito as equipes vencedoras.
|  | Semifinais | Semifinais | Semifinais | Semifinais |   |     | Final | Final | Final | Final |
|  |            |            |            |            |   |     |       |       |       |       |
|  | CRB        | 2          | 3          | 5          |   |     |       |       |       |       |
|  | Murici     | 1          | 0          | 1          |   |     |       |       |       |       |
|  | Murici     | 1          | 0          | 1          |   | CRB | 1     | 3     | 4     |       |
|  |            |            |            |            |   | CRB | 1     | 3     | 4     |       |
|  |            | ASA        | 0          | 1          | 1 |     |       |       |       |       |
|  | ASA        | ASA        | 0          | 1          | 1 | 1   | 2     | 3     |       |       |
|  | ASA        |            |            |            |   | 1   | 2     | 3     |       |       |
|  | CSE        | 1          | 0          | 1          |   |     |       |       |       |       |

## Seletiva para a Copa do Brasil
O terceiro colocado na classificação geral do Alagoano 2024 disputará uma vaga na Copa do Brasil 2025 com o campeão da Copa Alagoas 2024. 
Em itálico a equipe que possui o mando de campo no primeiro jogo; em negrito a equipe vencedora.
|  | Seletiva para a Copa do Brasil |   |   |   |
|  |                                |   |   |   |
|  | CSA                            | 2 | 1 | 3 |
|  | CSE                            | 0 | 2 | 2 |

## Artilharia
| Pos. | Jogador       | Equipe | Gols |
| ---- | ------------- | ------ | ---- |
| 1    | Anselmo Ramon | CRB    | 4    |
| 2    | Flávio Souza  | ASA    | 3    |
| 2    | Gustavo Xuxa  | CSA    | 3    |
| 2    | Luiz Fernando | CSE    | 3    |
| -    | 3 Jogadores   | Vários | 2    |
| -    | 26 Jogadores  | Vários | 1    |

Fonte:

## Público
Maiores Públicos Pagantes
Estes são os dez maiores públicos pagantes do campeonato, sem considerar as partidas com portões fechados
| N.º | Público | Mandante | Placar | Visitante | Estádio      | Data          | Rodada         | Ref.   |
| --- | ------- | -------- | ------ | --------- | ------------ | ------------- | -------------- | ------ |
| 1   | 14 287  | CRB      | 3–0    | ASA       | Rei Pelé     | 6 de abril    | Final          | [ 3 ]  |
| 2   | 8 148   | CSA      | 1–3    | CRB       | Rei Pelé     | 28 de janeiro | 3ª             | [ 4 ]  |
| 3   | 5 383   | CSA      | 1–2    | CSE       | Rei Pelé     | 11 de abril   | Seletiva (CDB) | [ 5 ]  |
| 4   | 4 988   | ASA      | 2–0    | CSE       | Fumeirão     | 17 de março   | Semifinal      | [ 6 ]  |
| 5   | 4 329   | CRB      | 1–0    | Murici    | Rei Pelé     | 24 de janeiro | 2ª             | [ 7 ]  |
| 6   | 4 186   | ASA      | 0–1    | CRB       | Fumeirão     | 30 de março   | Final          | [ 8 ]  |
| 7   | 3 950   | CSE      | 1–1    | ASA       | Juca Sampaio | 10 de março   | Semifinal      | [ 9 ]  |
| 8   | 3 523   | CRB      | 3–0    | Murici    | Rei Pelé     | 16 de março   | Semifinal      | [ 10 ] |
| 9   | 3 133   | CSA      | 1–0    | Coruripe  | Rei Pelé     | 21 de janeiro | 1ª             | [ 11 ] |
| 10  | 2 741   | CSE      | 3–2    | CSA       | Juca Sampaio | 2 de março    | 7ª             | [ 12 ] |

Menores Públicos Pagantes
Estes são os dez menores públicos pagantes do campeonato, sem considerar as partidas com portões fechados
| N.º | Público | Mandante              | Placar | Visitante             | Estádio       | Data            | Rodada | Ref.   |
| --- | ------- | --------------------- | ------ | --------------------- | ------------- | --------------- | ------ | ------ |
| 1   | 37      | Coruripe              | 1–0    | Cruzeiro de Arapiraca | Gerson Amaral | 2 de março      | 7ª     | [ 13 ] |
| 2   | 95      | Cruzeiro de Arapiraca | 1–2    | CSE                   | Fumeirão      | 25 de fevereiro | 6ª     | [ 14 ] |
| 3   | 102     | Coruripe              | 1–1    | Murici                | Gerson Amaral | 10 de fevereiro | 4ª     | [ 15 ] |
| 4   | 125     | Cruzeiro de Arapiraca | 0–1    | Penedense             | Fumeirão      | 10 de fevereiro | 4ª     | [ 16 ] |
| 5   | 181     | Murici                | 2–0    | Cruzeiro de Arapiraca | José Gomes    | 3 de fevereiro  | 3ª     | [ 17 ] |
| 6   | 238     | Murici                | 0–0    | Penedense             | José Gomes    | 2 de março      | 7ª     | [ 18 ] |
| 7   | 239     | Murici                | 2–1    | CSE                   | José Gomes    | 20 de janeiro   | 1ª     | [ 19 ] |
| 8   | 375     | Coruripe              | 0–1    | CRB                   | Gerson Amaral | 25 de fevereiro | 6ª     | [ 20 ] |
| 9   | 498     | Murici                | 0–0    | CSA                   | José Gomes    | 17 de fevereiro | 5ª     | [ 21 ] |
| 10  | 500     | Cruzeiro de Arapiraca | 0–2    | CSA                   | Fumeirão      | 24 de janeiro   | 2ª     | [ 22 ] |

Médias de público
Estas são as médias de público dos clubes no campeonato. Considera-se apenas os jogos da equipe como mandante e o público pagante:
| Pos.  | Time                  | Média | Total  | Mandos | Maior  | Menor |
| ----- | --------------------- | ----- | ------ | ------ | ------ | ----- |
| 1     | CSA                   | 4 633 | 18 532 | 4      | 8 148  | 1 868 |
| 2     | CRB                   | 4 420 | 26 517 | 6      | 14 287 | 997   |
| 3     | ASA                   | 2 507 | 15 044 | 6      | 4 988  | 850   |
| 4     | CSE                   | 1 910 | 9 548  | 5      | 3 950  | 680   |
| 5     | Penedense             | 1 145 | 3 434  | 3      | 1 453  | 765   |
| 6     | Murici                | 350   | 1 750  | 5      | 594    | 181   |
| 7     | Coruripe              | 277   | 1 108  | 4      | 594    | 37    |
| 8     | Cruzeiro de Arapiraca | 240   | 720    | 3      | 500    | 95    |
| Total | Total                 | 2 129 | 76 653 | 36     | 14 287 | 37    |